# Quaranta-quatre
El quaranta-quatre és el nombre que segueix el quaranta-tres i precedeix el quaranta-cinc. És un nombre natural parell que s'escriu 44 en xifres àrabs, XLIV en romanes i 四十四 en xineses.
Ocurrències del 44:
- És el prefix telefònic del Regne Unit
- Un tipus de pistola
- Els anys 44, 44 aC i 1944
- Les noces de topazi
- Una variant del joc de pòquer